# Thalmassing
Thalmassing település Németországban, azon belül Bajorországban. Lakosainak száma 3604 fő (2023. december 31.).

## Népesség
A település népessége az elmúlt években az alábbi módon változott:
| Lakosok száma | 549  | 946  | 1939 | 3287 | 3265 | 3293 | 3360 | 3478 | 3506 | 3604 |
|               | 1875 | 1950 | 1975 | 2010 | 2012 | 2013 | 2015 | 2017 | 2021 | 2023 |